# Pierre Mathieu Renault de Saint-Germain
Pierre Mathieu Renault de Saint-Germain, né le 8 juillet 1697 à Chatellerault et mort le 25 mars 1777 à Chandernagor, est un gouverneur colonial français.

## Biographie
Pierre Mathieu Renault de Saint-Germain est directeur de la Compagnie des Indes et conseiller au Conseil souverain de Pondichéry, il devient gouverneur du Bengale en 1755.
Il est le grand-père du gouverneur Thomas Renault de Saint-Germain.